# Saint-Lézin
Saint-Lézin är en kommun i departementet Maine-et-Loire i regionen Pays de la Loire i nordvästra Frankrike. Kommunen ligger i kantonen Chemillé som tillhör arrondissementet Cholet. År 2018 hade Saint-Lézin 777 invånare.

## Befolkningsutveckling
Antalet invånare i kommunen Saint-Lézin
| Referens: INSEE |